# Ipurua Futbol Zelaia

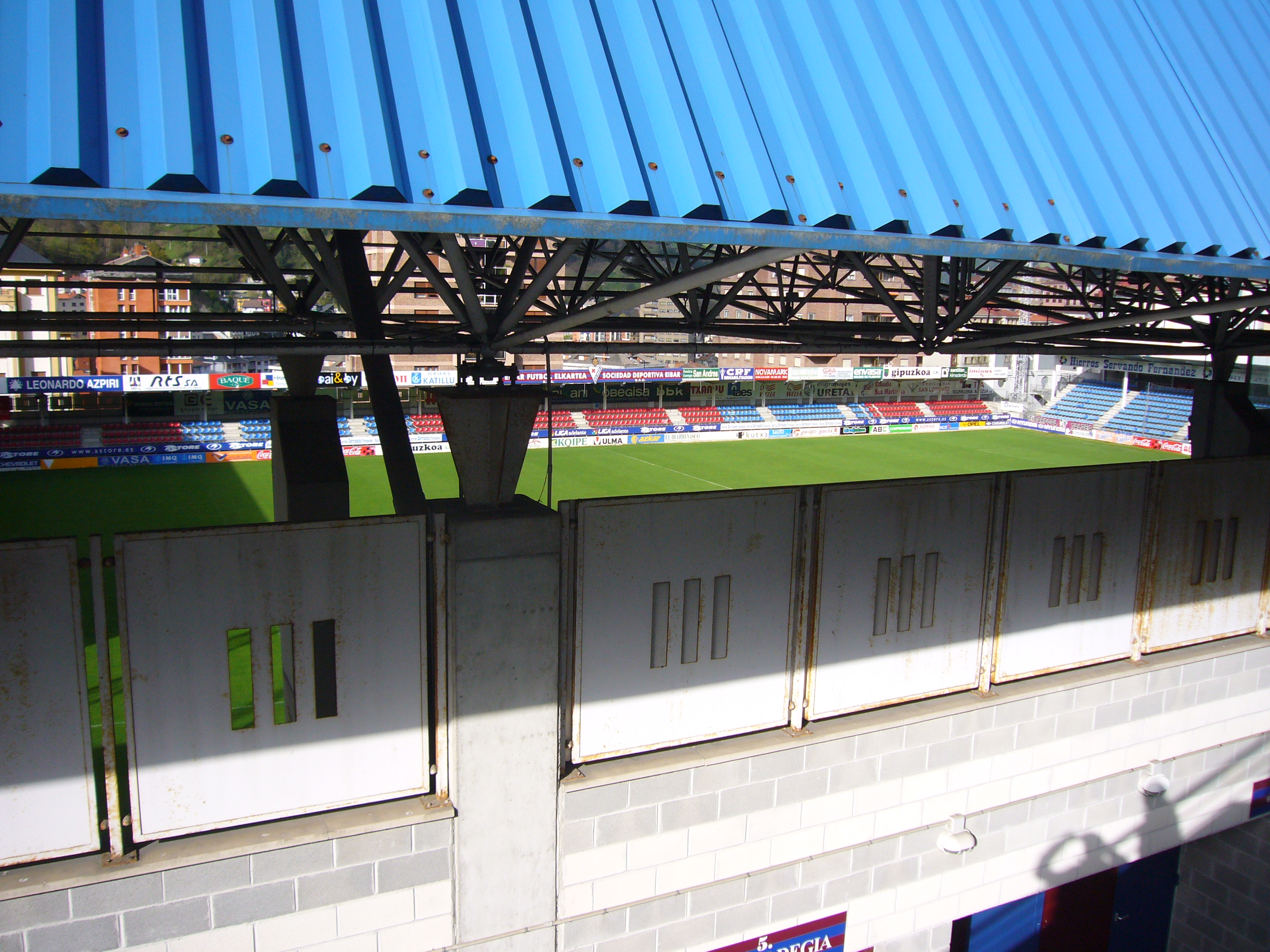
Stadion.

Ipurua Futbol Zelaia (španělsky Estadio Municipal de Ipurúa, městský stadion Ipurúa) je fotbalový stadion v baskickém městě Eibar ve Španělsku. Byl otevřen v roce 1947. Má kapacitu 5 250 míst a své domácí zápasy zde hraje klub SD Eibar.
První zápas sehrál Eibar v roce 1947 proti klubu CD Elgoibar, v němž hosté vyhráli 2:0.
V roce 1998 začala renovace stadionu. Po sezoně 2013/14 SD Eibar poprvé v historii postoupil do nejvyšší španělské ligy Primera División a dostal výjimku na stadion, neboť ten nesplňoval určený prvoligový limit 15 000 míst. Vedení klubu rozhodlo o rozšíření z 5 250 alespoň na 6 700 míst.
V blízkosti stadionu stojí činžovní domy, ze kterých obyvatelé sledují z balkónů fotbalové zápasy.